# Gordon Merrick
William Gordon Merrick (Filadelfia, 3 de agosto de 1916 – Colombo, 27 de marzo de 1988) fue un actor de Broadway, y autor de best-seller de tema gay, uno de los primeros autores en escribir sobre temas homosexuales para el público de masas. Durante la mayoría de la vida de Merrick la sociedad estadounidense reaccionaba frente a la homosexualidad con ultraje moral. Editores y censores cinematográficos exigían que los hombres gais fueran representados en libros y películas de forma negativa y que las relaciones homosexuales terminasen de forma trágica. Sin embargo, Merrick escribió historias en las que hombres gais bien considerados por la sociedad y en relaciones románticas. Todos sus libros tenían un final feliz.

## Primeros años
William Gordon Merrick nació en Bala Cynwyd, un suburbio de Filadelfia (Pensilvania). Su padre, Rodney King Merrick, era directivo de una compañía de camiones y posteriormente se hizo director de banco. Su madre fue Mary Cartwright Gordon (nacida Natchez, en Misisipi, 26 de julio de 1893). Sólo tenía un hermano, Samuel Vaughan Merrick III (1914-2000; casado en 1947 con Eleanor Perry; tres hijos, John Rodney, Melvin Gregory y Thaddeus Merrick). Merrick era biznieto del filantropista de Filadelfia Samuel Vaughn Merrick (1801-1870).
Se matriculó en la Universidad de Princeton en 1936, estudió Literatura francesa y formó parte del grupo de teatro del campus. Abandonó los estudios a mediados de su primer año, trasladándose a Nueva York, donde se hizo actor en Broadway. Consiguió el papel de Richard Stanley en The Man Who Came to Dinner de George S. Kaufman y Moss Hart. A pesar de convertirse en el amante de Hart durante algún tiempo, Merrick se cansó del teatro, con sus interminables noches representando el mismo papel.
En 1941, Merrick abandonó Broadway para hacerse periodista. Libre de reclutamiento por su sordera, Merrick se trasladó a Washington D. C., donde consiguió un trabajo en el Washington Star. Más tarde trabajó para el Baltimore Sun, volviendo luego a Nueva York para escribir en el New York Post. Sus años como periodista le ayudaron a desarrollar su amor a la escritura, así como su estilo literario.
Con ganas de participar en la II Guerra Mundial, Merrick buscó y consiguió un trabajo con la Oficina de Servicios Estratégicos (O.S.S., el antecesor de la CIA). Fue enviado a Argelia como oficial de la contrainteligencia, consiguiendo el rango civil de capitán. Fue desviado a Francia, donde tomó residencia en Cannes. Gracias a su excelente francés, el O.S.S. le dio papeles que le identificaban como ciudadanos francés. Fue el oficial responsable del agente doble llamado «Forest».
En agosto de 1945, Merrick volvió a Estados Unidos. Trató de conseguir de nuevo trabajo como periodista, pero no lo consiguió. Así, se trasladó a México y comenzó a escribir.

## Éxito literario
La primera novela de Merrick, The Strumpet Wind (1947), tuvo un enorme éxito en Estados Unidos, teniendo en cuenta que era una novela gay. La novela, con ciertos trazos autobiográficos, trataba sobre un espía estadounidense en Francia durante la II Guerra Mundial. Los temas homosexuales habían sido minimizados en la novela, que explora los conceptos de la libertad individual y la libertad. El director del espía es un bisexual de belleza deslumbrante, pero de tendencias crueles.
Con el dinero conseguido, Merrick volvió a Francia. Allí continuó escribiendo, pero sin éxito. Abandonó Francia huyendo de los conflictos que acompañaron la independencia de Argelia. Merrick se trasladó a Grecia, donde se asentó en la isla de Hidra.
Durante su estancia en Grecia escribió su libro más conocido, The Lord Won't Mind, su segundo mayor éxito en el mercado estadounidense. La trama relata sobre Charlie Mills y Peter Martin, ambos jóvenes, guapos y bien dotados. Ambos se conocen y se enamoran locamente. El libro ha sido criticado por su insistencia en la belleza en el mundo gay masculino, por representar a hombres viriles y guapos, aunque algunos críticos lo han defendido:

Beauty is a part of gay life, an important part—those men aren't spending all those hours at the gym just for the cardiovascular benefits. This "obsession" has its roots in our core definition; we are gay because we find men beautiful. Beauty has its dangers, of course. That's part of our complex response to it, and it is in fact this complexity that makes beauty a valid and vital subject for our literature.
La belleza es parte de la vida gay, una parte importante —esos hombres no pasan todas esas horas en el gimnasio por los beneficios al sistema cardiovascular. Esta «obsesión» tiene su origen en el núcleo de nuestra definición; somos hombres gais por que consideramos a los hombres bellos. La belleza tiene sus peligros, por supuesto. Eso es parte de la compleja respuesta [a la belleza] y es, de hecho, esta complejidad lo que hace de la belleza un sujeto válido y vital de nuestra literatura.
Schwartz (1995)

El libro sigue el camino vital de Charlie, desde hombre gay en el armario, hasta convertirse en una persona que se acepta a sí misma. Charlie tiene terror a ser rechazado, especialmente por su rígida y moralista abuela, a quien quiere, pero que espera de él que se case y tenga hijos. Inicialmente trata de vivir una doble vida, expresando su homosexualidad a través de sus actuaciones y su pintura. Pero esta vida está incompleta sin Peter.

It is through Charlie's anguish that the reader catches a glimpse of Merrick's interest in the problems the gay male experiences establishing an identity. Charlie's socially imposed resistance is in contrast to Peter's childlike innocence. When Charlie eventually throws Peter out and marries a woman to protect his reputation, every reader, straight or gay, can detest his duplicity and weakness, but must also empathize with the situation that Charlie has had forced upon him by an intolerant society.
Es a través de la angustia de Charlie que el lector entrevé el interés de Merrick en los problemas de los hombres gais para establecer su identidad. La resistencia de Charly, impuesta socialmente, contrasta con la inocencia casi infantil de Peter. Cuando Charlie finalmente echa a Peter y se casa con una mujer para proteger su reputación, todo lector, hetero u homosexual, puede odiar su hipocresía y debilidad, pero también tiene que mostrar empatía con la situación que la sociedad intolerante impone a Charlie.
McCauley (1997)

La mujer de Charlie más tarde sospecha su homosexualidad y ataca violentamente a su marido. Mientras Charlie se recupera de las consecuencias del ataque, poco a poco se da cuenta de que la honestidad y la aceptación de uno mismo es el único camino de salida. Merrick presenta este autoaislamiento como un primer paso necesarios en el camino de la autorrealización. Al final del libro, Charlie por fin confiesa su amor a Peter y ambos se van a vivir juntos.
El libro estuvo en las listas de más vendidos del New York Times Best durante dieciséis semanas en 1970. El primer libro de una trilogía, le siguieron One for the Gods en 1971 y Forth into Light en 1974. En 2004 el guionista alemán Renatus Töpke escribió varios borradores para una película. En 2007 la productora Paradigma Entertainment trató de conseguir el dinero para filmar la película basada en los libros.
Merrick abandonó Grecia en 1980, cuando la industria del turismo de masas llegó a Hidra. Ese año se trasladó a Ceilán, donde había comprado una propiedad en 1974. Volvía a Francia ocasionalmente, acabando por comprar una casa en Tricqueville. El resto de su vida lo pasó entre los dos países.
Gordon Merrick falleció en Colombo (Sri Lanka) de cáncer de pulmón el 27 de marzo de 1988. Le sobrevivió su pareja, Charles Gerald Hulse (nacido en 1929), un bailarín, convertido en actor, convertido en novelista (In Tall Cotton, 1987).

## Recepción crítica
En total, Merrick escribió trece libros. También realizó recensiones de libros y artículos para The New Republic, Ikonos y otros periódicos, pero solo sus últimas obras tuvieron éxito. Las obras de Merrick son incluidas rara vez en antologías y pocas discusiones de autores gais de Estados Unidos lo mencionan. Algunos lo rechazan por su obvio romanticismo; otros lo hacen porque incluye escenas se sexo homosexual explícitas a lo largo de sus novelas.
Pero por debajo de los guapos sementales rubios, ricos en demasía, que se enamoran en la Côte d'Azur, se encuentra una conceptualización bastante progresista e incluso radical de lo que quiere decir ser gay, la posibilidad de autorrealización, las políticas de identidad y el papel que tiene el poder en las relaciones interpersonales. En sus obras de madurez, Merrick rechaza los roles y etiquetas impuestos por la sociedad, insistiendo en que cada gay debe retar los supuestos sobre los que se basa su vida. «Gordon Merrick rompió moldes que sólo en años recientes han tenido retoños fértiles. Investigar más profundamente en las obras de Merrick resultará indudablemente en un entendimiento más rico de la compleja dinámica social que construye redes de control sobre la sexualidad humana.»

## Obra
- The Strumpet Wind. New York: W. Morrow, New York, 1947.
- The Demon at Noon. New York: Meissner, 1954.
- The Vallency Tradition. New York: Meissner, 1955. Reprinted as Between Darkness and Day. London: R. Hale, 1957.
- The Hot Season. New York: W. Morrow, 1958. Reprinted as The Eye of One. London: R. Hale, 1959.
- The Lord Won't Mind. New York: Bernard Geis Associates, 1970. ISBN 1-55583-290-3
- One for the Gods. New York: Bernard Geis Associates, 1971. ISBN 0-380-00133-0
- Forth Into Light. New York: Avon Books, 1974. ISBN 0-380-01195-6
- An Idol for Others. New York: Avon Books, 1977. ISBN 0-380-00971-4
- The Quirk. New York: Avon Books, 1978. ISBN 0-380-38992-4
- Now Let's Talk About Music. New York: Avon Books, 1981. ISBN 0-380-77867-X
- Perfect Freedom. New York: Avon Books, 1982. ISBN 0-380-80127-2
- The Great Urge Downward. New York: Avon Books, 1984. ISBN 1-55583-296-2
- A Measure of Madness. New York: Warner Books, 1986. ISBN 0-446-30240-6
- The Good Life. Alyson Publications, 1997. ISBN 1-55583-298-9 (publicado de forma póstuma; el manuscrito fue encontrado entre los papeles de Charles G. Hulse, que fue coautor de la obra final.)